# Санта-мария-сакатепекский миштекский язык
Санта-мария-сакатепекский миштекский язык (Mixteco de Santa María Zacatepec, Santa María Zacatepec Mixtec, Southern Putla Mixtec, «Tacuate» (pej.), Tu’un Va’a, Zacatepec Mixtec) — миштекский язык, на котором говорят в штате Оахака, южнее городов Атотонилько, Лас-Пальмас, Нехапа, Путла, Ранчо-де-ла-Вирген, Сан-Мигель, Сан-Хуан-Вьехо, Тапанко, в Мексике. Некоторые испаноязычные торговцы могут понимать миштекский язык. Называние людей «Tacuate» в области, включая индейцев, может быть оскорбительным в зависимости от контекста и других связей[прояснить].